# Amíntor (macedonio)
Amíntor era el nombre de un aristócrata macedonio del siglo IV a. C., posiblemente de ascendencia ateniense. Padre de Hefestión Amíntoros, el cual era amigo y teniente de Alejandro Magno. La historia completa del linaje de Hefestión es desconocida. Sin embargo Jeanne Reames ha sugerido que provenía de expatriados a Macedonia. Como evidencia, observa la conexión entre el nombre «Hefestión» con el nombre del Templo de Hefesto en la antigua Ágora de Atenas, junto a la acrópolis, un nombre que apenas aparece en Macedonia en este periodo.